# Barrage de Luzzone
Le barrage de Luzzone est un barrage hydroélectrique dans le canton du Tessin en Suisse. Il a été conçu par Alfred Stucky et inauguré en 1962.
Il s'est ensuivi la création d'un lac.
Entre 1996 et 1997 des travaux ont permis de relever le mur de 17 mètres, augmentant la capacité du barrage de 25 %.

## Voie d'escalade
Une voie d'escalade de 160 m de long équipe le flanc du barrage. Un paiement de 20 CHF par personne est nécessaire pour réaliser l’ascension. Les cinq longueurs de la voie sont cotées 5b, 5c, 6a, 6a+, 6a+.

## Sources
- Fiche du barrage sur le site swissdams.ch, consulté le 8 juillet 2008